# Karlův most (Norimberk)
Karlův most (německy Karlsbrücke) je název dvou mostů, které se překlenují řeku Pegnitz ve starém městě Norimberku. Severní Karlův most (Dolní Karlův most) spojuje Trödelmarktinsel (ostrov blešího trhu) se starým městem Sebald severně od řeky Pegnitz. Jižní Karlův most (Horní Karlův most) spojuje Trödelmarktinsel na protější straně se starým městem Lorenz jižně od řeky Pegnitz.

## Dolní Karlův most
Pískovcový most byl postaven v roce 1486 a z velké části se dochoval v původním stavu. V dřívějších dobách nesl název Säubrücke (na Trödelmarktinsel se ve středověku konal trh, kde se obchodovalo s prasaty), Derrersbrücke (podle patricijské rodiny Derrer von Unterbürg), Holzbrücke a Bitterholzbrücke.

## Horní Karlův most
Mezi lorenzskou stranou a náměstím Trödelmarkt byla původně dřevěná lávka, která byla zničena v roce 1451. V následujícím roce byl jako náhrada postaven dlouhý most, zastřešený dřevěný most zavěšený na kamenných pilířích. Tato konstrukce mu dala přezdívku Visutý most.
V letech 1603 a 1604 byla na místě Visutého mostu postavena nová stavba. Po vzoru mostu přes řeku Brentu u Bassana del Grappa (Ponte di Bassano), který postavil italský architekt Andrea Palladio, nechal stavitel Wolf Jacob Stromer postavit 40 metrů dlouhý a 7,5 metru široký dřevěný most. Po obou stranách stavby bylo 20 kupeckých krámků, které se pronajímaly obchodníkům. Protože v Norimberku bylo zvykem označovat stánky podle abecedy dostal název Most ABC.
V roce 1728 byl Most ABC, který byl v havarijním stavu, nahrazen pískovcovým dvouobloukovým mostem, který existuje dodnes. Na počest tehdejšího císaře Karla VI. a jeho manželky Alžběty se stavba původně nazývala Císařský most (Kaiserbrücke) nebo Alžbětin most (Elisabethbrücke).
Uprostřed mostu na bočních kruhových výstupcích jsou proti sobě postaveny dva obelisky s císařskými znaky. Na vrcholu jednoho z nich je holubice míru s olivovou ratolestí v zobáku; jde o symbol vítězství nad Turky (1716–1718), které se podařilo Karlu VI. vybojovat a zajistit tak mír. V roce 2012 orlice z druhého obelisku pravděpodobně vlivem silného větru spadla do řeky. Po vylovení byla po restaurování měděná plastika vrácena na své místo.

## Galerie

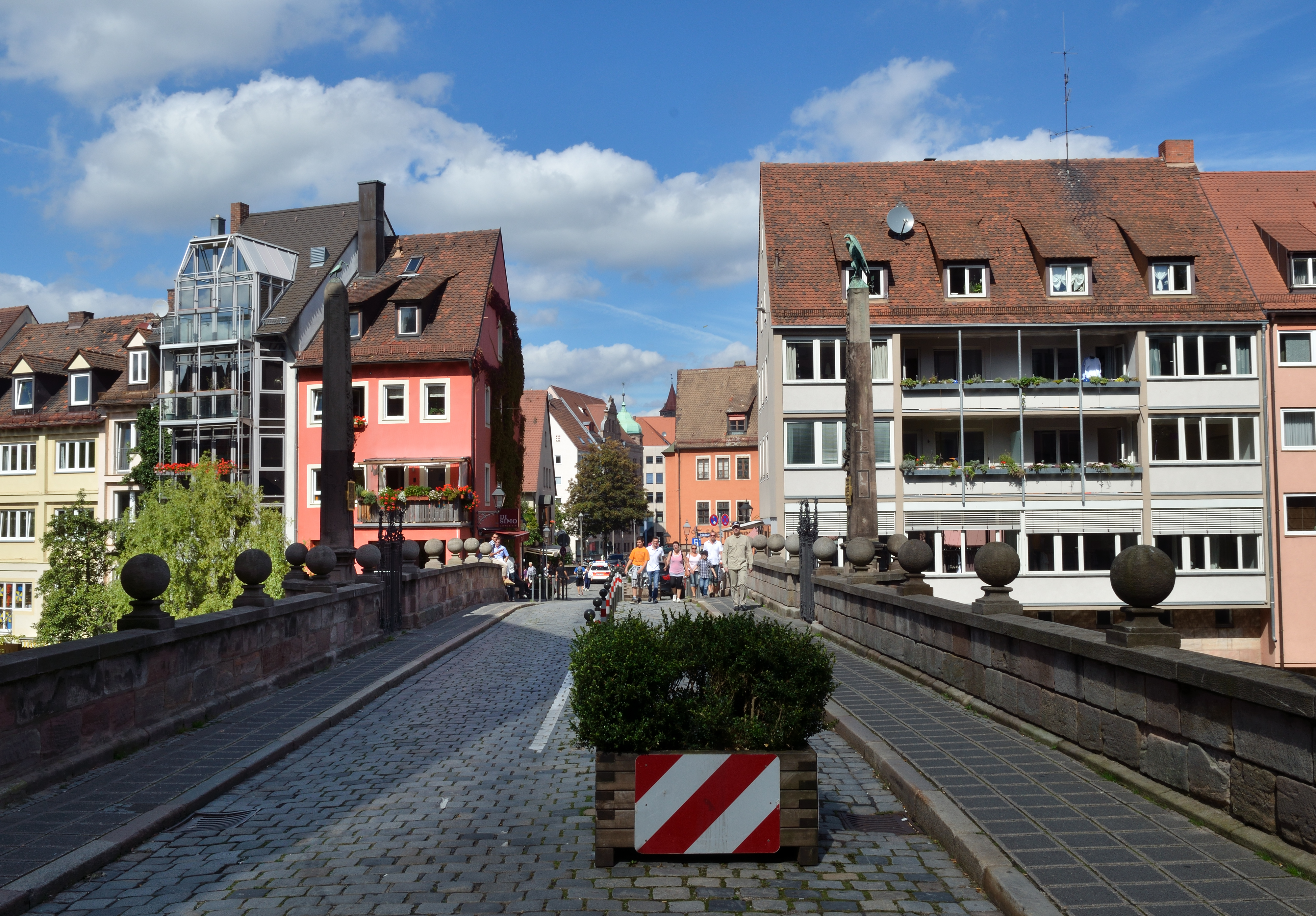
Pohled na Karlův most
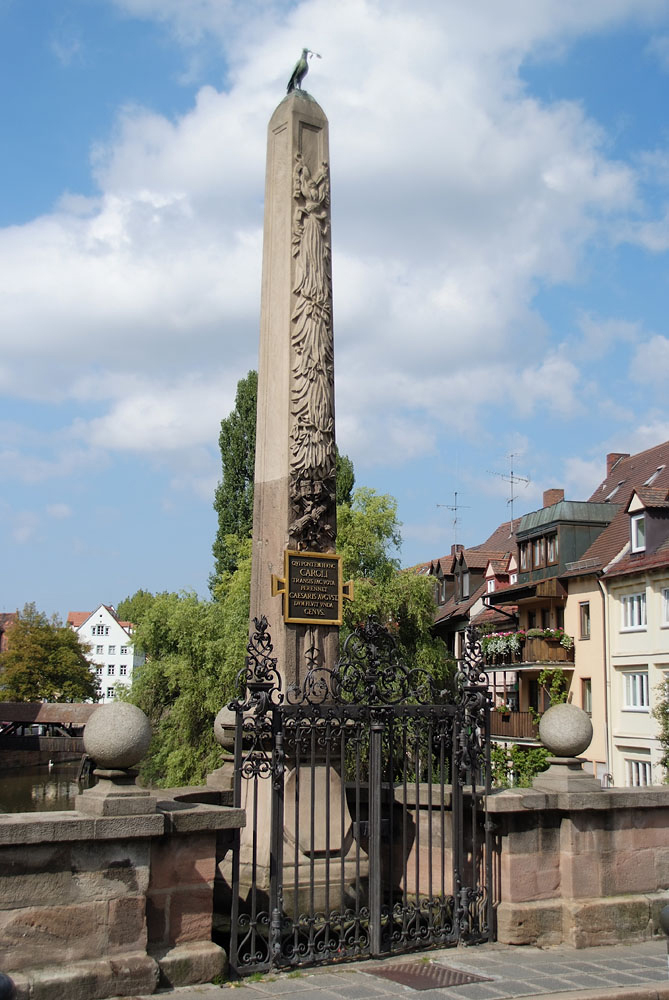
Obelisk s holubicí míru na Horním Karlově mostě v Norimberku
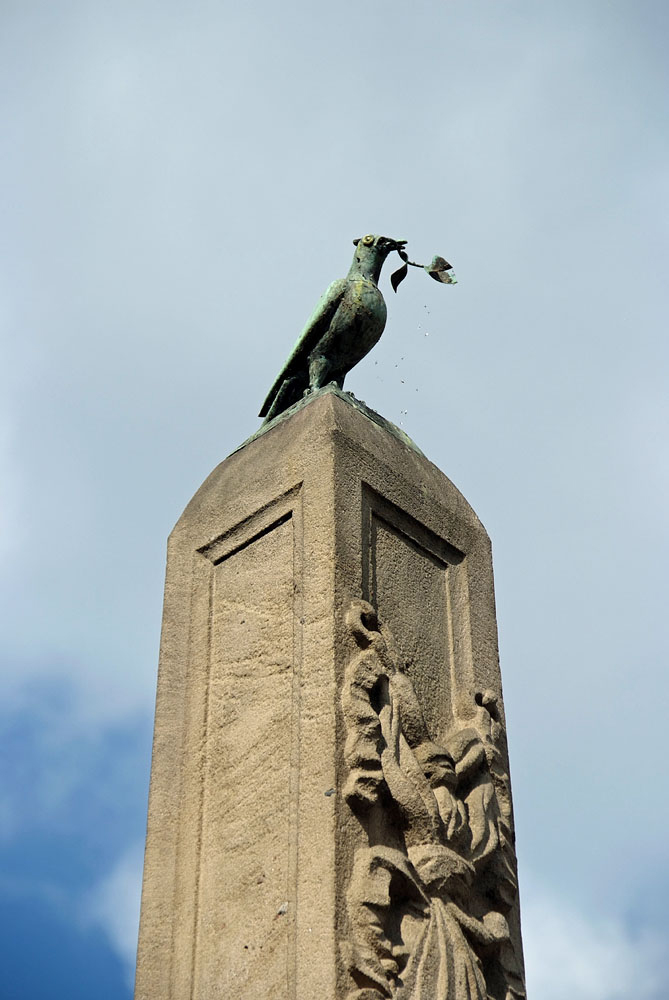
Holubice míru
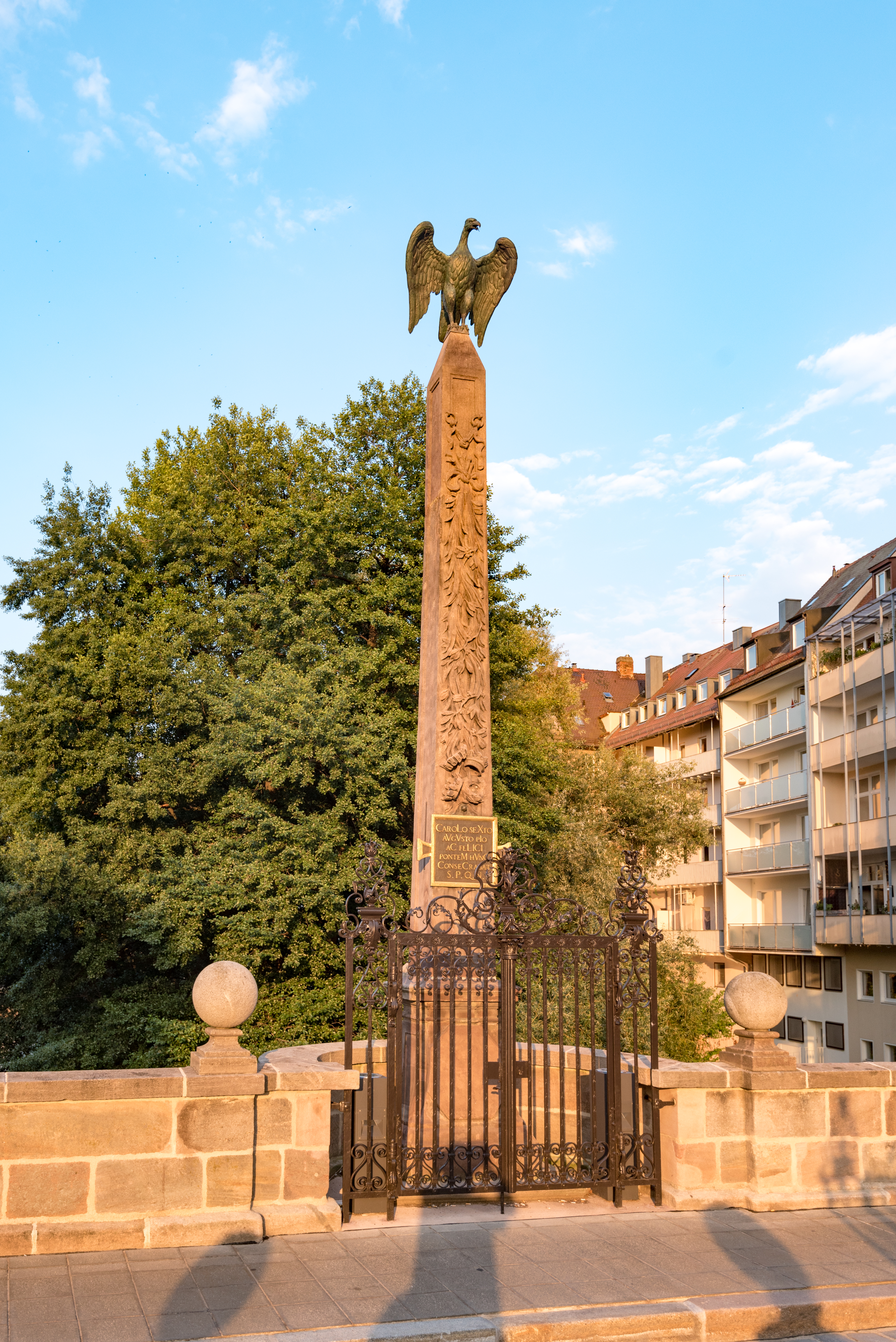
Obelisk s válečnou orlicí
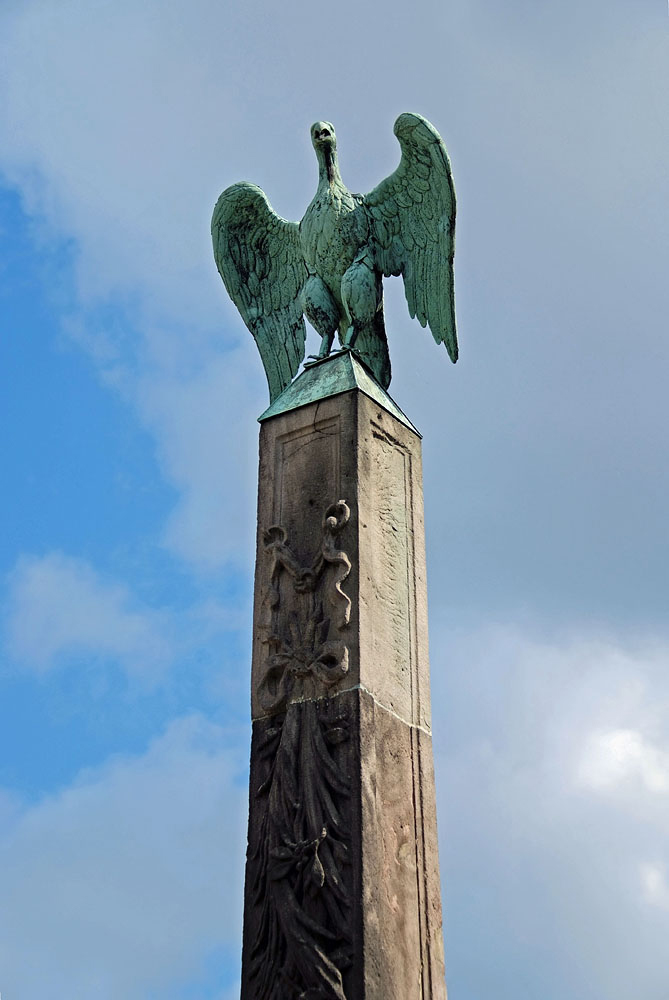
Obelisk s válečnou orlicí na Horním Karlově mostě v Norimberku